# State of Euphoria
State of Euphoria —en español: Estado de euforia— es el cuarto álbum de estudio de la banda de thrash metal Anthrax, publicado el 19 de septiembre de 1988 por Megaforce Worldwide/Island Entertainment. El álbum ocupó la posición No. 30 en la lista Billboard 200 y fue certificado como disco de oro por la RIAA.

## Lista de canciones
1. "Be All, End All" (Anthrax) – 6:22
2. "Out of Sight, Out of Mind" (Anthrax) – 5:13
3. "Make Me Laugh" (Anthrax) – 5:41
4. "Antisocial" (Bernie Bonvoisin, Norbert Krief) – 4:27
5. "Who Cares Wins" (Anthrax) – 7:35
6. "Now It's Dark" (Anthrax) – 5:34
7. "Schism" (Anthrax) – 5:27
8. "Misery Loves Company" (Anthrax) – 5:40
9. "13" (Anthrax) – 0:49
10. "Finale" (Anthrax) – 5:47

## Sencillos
- "Make Me Laugh"
- "Be All, End All"
- "Antisocial"

## Créditos
- Joey Belladonna – Voz
- Scott Ian – Guitarra rítmica
- Dan Spitz – Guitarra líder
- Frank Bello – Bajo
- Charlie Benante – Batería
- Anthrax – Productor
- Mark Dodson – Productor
- Carol Freedman – Violonchelo
- Alex Perialas – Ingeniero, Productor
- Jon Zazula – Productor ejecutivo
- Marsha Zazula – Productor ejecutivo
- Bridget Daly – Asistente de ingeniero
- Don Brautigam – Dirección artística
- Gene Ambo – Fotógrafo
- Mort Drucker – Dirección artística
- Paul Speck – Asistente de ingeniero